# Omar Gaber
Omar Gaber (ar. عمر جابر, ur. 30 stycznia 1992 w Kairze) – egipski piłkarz grający na pozycji prawego lub defensywnego pomocnika, zawodnik Pyramids FC. W latach 2011–2019 reprezentant Egiptu.

## Życiorys

### Kariera klubowa
Swoją karierę piłkarską Gaber rozpoczął w klubie Zamalek SC. W sezonie 2009/2010 zadebiutował w jego barwach w pierwszej lidze egipskiej. Wraz z Zamalekiem czterokrotnie został wicemistrzem Egiptu w sezonach 2009/2010, 2010/2011, 2012/2013 i 2015/2016. W sezonie 2014/2015 został mistrzem kraju. Z kolei w latach 2013, 2014 i 2015 zdobył trzy Puchary Egiptu z rzędu.
10 maja 2016 Gaber odszedł do szwajcarskeigo klubu FC Basel, kwota odstępnego 1,65 mln euro. W Swiss Super League zadebiutował 24 lipca 2016 na stadionie St. Jakob-Park (Bazylea) w wygranym 3:0 domowym meczu z FC Sion. W tym samym sezonie zdobył mistrzostwo oraz Puchar Szwajcarii. W 2018 trafił na wypożyczenie do grającego w Major League Soccer klubu Los Angeles FC, a 11 lipca podpisał definitywny kontrakt z LAFC.
12 lipca 2018 podpisał kontrakt z egipskim klubem Pyramids FC z Ad-Dauri al-Misri al-Mumtaz, kwota odstępnego 1 mln euro.

### Kariera reprezentacyjna
W reprezentacji Egiptu Gaber zadebiutował 3 września 2011 w przegranym 1:2 meczu kwalifikacji do Pucharu Narodów Afryki 2012 ze Sierra Leone.
W 2011 roku Gaber grał na Mistrzostwach Świata U-20, a w 2012 roku wystąpił na Igrzyskach Olimpijskich w Londynie.

## Statystyki

### Klubowe
| Sezon   | Klub           | Kraj              | Rozgrywki           | Mecze | Gole |
| ------- | -------------- | ----------------- | ------------------- | ----- | ---- |
| 2009/10 | Zamalek SC     | Egipt             | I liga              | 6     | 0    |
| 2010/11 | Zamalek SC     | Egipt             | I liga              | 19    | 0    |
| 2011/12 | Zamalek SC     | Egipt             | I liga              | 10    | 0    |
| 2012/13 | Zamalek SC     | Egipt             | I liga              | 11    | 2    |
| 2013/14 | Zamalek SC     | Egipt             | I liga              | 18    | 3    |
| 2014/15 | Zamalek SC     | Egipt             | I liga              | 27    | 4    |
| 2015/16 | Zamalek SC     | Egipt             | I liga              | 23    | 0    |
| 2016/17 | FC Basel       | Szwajcaria        | Super League        | 12    | 0    |
| 2017/18 | FC Basel       | Szwajcaria        | Super League        | 1     | 0    |
| 2018    | Los Angeles FC | Stany Zjednoczone | Major League Soccer |       |      |